# Амфиро
Амфиро је у грчкој митологији била нимфа.

## Митологија
Према Хесиодовој теогонији била је једна од Океанида, коју је поменуо и Аполодор. Њено име има значење „бујица која опкољава“ и вероватно је била Најада са извора или Нефела, нимфа кише.